# Scobinancistrus pariolispos
Scobinancistrus pariolispos är en fiskart som beskrevs av Isaac J.H. Isbrücker och Nijssen, 1989. Scobinancistrus pariolispos ingår i släktet Scobinancistrus och familjen Loricariidae. Inga underarter finns listade i Catalogue of Life.